# Chaunus inca
Chaunus inca là một loài cóc trong họ Bufonidae. Chúng là loài đặc hữu của Peru.
Các môi trường sống tự nhiên của chúng là các khu rừng vùng núi ẩm nhiệt đới hoặc cận nhiệt đới, sông, và kênh đào và mương rãnh.